# سيدني ديلون
سيدني ديلون (بالإنجليزية: Sidney Dillon)‏ هو خبير مالي أمريكي، ولد في 7 مايو 1812 في نورثهامبتون في الولايات المتحدة، وتوفي في 9 يونيو 1892 في مانهاتن في الولايات المتحدة.